# Myscelia rogenhoferi
Myscelia rogenhoferi is een vlinder uit de familie Nymphalidae. De wetenschappelijke naam van de soort is voor het eerst geldig gepubliceerd in 1869 door Felder.